# Hüffer
Hüffer is een Duits historisch merk van motorfietsen.
De bedrijfsnaam was: Hüfferwerke, Abt. Kraftfahrzeugbau, Münster, Westfalen
Hüffer was een van de honderden fabriekjes die in Duitsland in 1923 goedkope, lichte motorfietsjes gingen produceren. Daarvoor werden inbouwmotoren van 150- tot 200 cc gekocht bij DKW, Lorenz, Baumi en ander producenten. Hoewel er in die periode zo kort na de Eerste Wereldoorlog wel behoefte was aan goedkope vervoermiddelen, was het moment toch slecht gekozen. Juist door het grote aantal motorfabrikanten was de spoeling dun en moest men leven van klanten in de eigen regio. De hyperinflatie maakte motorfietsen bijna onbetaalbaar. De komst van de Rentenmark maakte daar weliswaar een einde aan, maar dat kwam voor de meeste van deze jonge Duitse merken te laat. In 1925 beëindigden ca. 165 van hen de productie, waaronder Hüffer.